# Casablanca Estúdios
Casablanca Estúdios (anteriormente denominado como RecNov, abreviatura de "Record Novelas") é um complexo de estúdios que serve como núcleo de produção de obras de teledramaturgia da RecordTV. É o terceiro maior complexo televisivo do Brasil, atrás somente dos Estúdios Globo (Rede Globo) e do CDT da Anhanguera (SBT). Os estúdios estão localizados no bairro de Vargem Grande, na Zona Oeste do Rio de Janeiro e contam com várias cidades cenográficas e ainda dez estúdios para a produção de conteúdo audiovisual, tornando possível produzir seis telenovelas simultaneamente. Em novembro de 2015, o complexo foi arrendado por um prazo de 5 anos a produtora Casablanca, e em 15 de novembro de 2016, passou a abrigar também os estúdios da RecordTV do Rio de Janeiro, anteriormente sediados em Benfica, na Zona Norte da cidade.

## História
Anteriormente o complexo pertencia à Renato Aragão Produções, onde o humorista Renato Aragão produzia seus filmes desde 1977. Quando não estava sendo usado em produção de algum filme, os estúdios eram alugados para outras produtoras e até para a Rede Globo, para gravações, principalmente, de minisséries.
Em 10 de março de 2005, a Record finalizou a compra dos estúdios, e os rebatiza, passando a se chamar RecNov, servindo de cenário para as filmagens da telenovela Prova de Amor. Inicialmente no complexo foi feito um investimento de mais de 60 milhões de reais em infraestrutura e tecnologia. A área da Recnov passou de 40 mil m² para 200 mil m². Os três antigos estúdios (dois com 1.200 m² e um com 400 m²) foram reformados e equipados. Foram somados a eles mais três estúdios (cada um com 1.000 m²), juntamente com um prédio que abriga as áreas administrativas e os camarins, dois galpões com 2.500 m² cada, a fábrica de cenários e o depósito de cenários.
Ainda em 2005, com a contratação do dramaturgo Lauro César Muniz, a Rede Record anunciou seus planos de passar a ter, em sua programação, dois horários distintos destinados à exibição de telenovelas. A estrutura do RecNov à época, entretanto, ainda não estava totalmente definida, e as filmagens de Prova de Amor a ocupavam integralmente. Uma vez que as obras de ampliação não iriam estar concluídas em tempo hábil, um terreno com cerca de dez mil metros quadrados foi alugado para se tornar um canteiro de obras fictício, visando retratar a construção de Brasília. Adicionalmente, as cenas em estúdio foram realizadas numa cidade cenográfica construída nos estúdios da Record no bairro da Barra Funda, em São Paulo, para representar uma versão ficcionalizada do município de Guará.
Em 2009, a Rede Record concluiu a obra de mais quatro instalações, totalizando até aí 10 estúdios de uso exclusivo para a produção de teledramaturgia, ao custo de aproximadamente 80 milhões de reais, possibilitando a produção simultânea de até 6 produções. Na cerimônia de inauguração estavam presentes figuras políticas como o até então presidente Luiz Inácio Lula da Silva e da ex-presidente Dilma Rousseff. Os prédios usam energia renovável. O piso é feito de garrafas plásticas recicladas e os materiais usados na construção são de baixa emissão de poluentes.
Em agosto de 2015, o programa Xuxa Meneghel passou a ser produzido no RecNov. Com isso, os estúdios deixaram de ser utilizados apenas para teledramaturgia. Em novembro de 2015, o espaço foi arrendado por um período de 5 anos a produtora Casablanca, ocasionando diversas demissões. Segundo o jornalista Flávio Ricco, o local iria passar a se chamar Casablanca Estúdios (ou Estúdios Casablanca), fazendo com que a logo da Record fosse removida do local.
Em 15 de dezembro de 2016, a RecordTV Rio inaugurou seus novos estúdios dentro do complexo, passando a ocupar uma área de 41 000m² com seis salas de reuniões com capacidade para até 200 pessoas; 300 vagas de garagem, com espaços para automóveis, motos e bicicletas; refeitório climatizado e um auditório para 200 pessoas, além da área de convivência com 10.000 m², equipada com jardins, coffee shop, espelho d'água, restaurante e área relaxante. Todo o investimento foi orçado em cerca de R$ 23 000 000,00, e substituiu a antiga sede da emissora localizada no bairro de Benfica, do outro lado da capital fluminense.
Em 16 de abril de 2021, o teto da redação da RecordTV Rio, que fica localizado dentro do complexo em uma área separada da produção dos programas e das telenovelas desabou, deixando quatro funcionários feridos, entre eles o editor do Jornal da Record, Alex Cunha, que teve um ferimento nas mãos e precisou passar por cirurgia. Além da redação, o cenário dos programas Balanço Geral RJ e Cidade Alerta Rio também foram atingidos pelos escombros. Por conta disso, o anexo B, onde fica o setor de jornalismo da Record Rio, precisou ser interditado para avaliações da Defesa Civil. Os trabalhos foram retomados no dia 20, porém em um estúdio provisório, onde também é produzido o Domingo de Prêmios.

## Expansão
A expansão do complexo prevê a construção de um prédio administrativo e de uma moderna fábrica de cenários e de reciclagem de materiais, além de uma central de pós-produção. O Casablanca Estúdios ganhará em breve ainda um centro de convivência com restaurantes, academia e outros serviços.
| Estúdios | Tamanho  |
| -------- | -------- |
| A        | 800 m²   |
| B        | 800 m²   |
| C        | 400 m²   |
| D        | 1 000 m² |
| E        | 1 000 m² |
| F        | 1 000 m² |
| G        | 1 000 m² |
| H        | 1 000 m² |
| I        | 1 000 m² |
| J        | 1 000 m² |

## Produções

### Telenovelas
| Anos        | Telenovela                        | Autoria                                                                                   | Direção                            |
| ----------- | --------------------------------- | ----------------------------------------------------------------------------------------- | ---------------------------------- |
| 2005 – 2006 | Prova de Amor                     | Tiago Santiago                                                                            | Alexandre Avancini                 |
| 2006 – 2007 | Bicho do Mato                     | Bosco Brasil e Cristianne Fridman, supervisionados por Tiago Santiago                     | Edson Spinello                     |
| 2006 – 2007 | Alta Estação                      | Margareth Boury                                                                           | João Camargo                       |
| 2006 – 2007 | Vidas Opostas                     | Marcílio Moraes                                                                           | Alexandre Avancini                 |
| 2007        | Luz do Sol                        | Ana Maria Moretzsohn                                                                      | Ivan Zettel                        |
| 2007 – 2008 | Caminhos do Coração               | Tiago Santiago                                                                            | Alexandre Avancini                 |
| 2007 – 2008 | Amor e Intrigas                   | Gisele Joras, supervisionada por Luiz Carlos Maciel                                       | Edson Spinello                     |
| 2008 – 2009 | Os Mutantes - Caminhos do Coração | Tiago Santiago                                                                            | Alexandre Avancini                 |
| 2008 – 2009 | Chamas da Vida                    | Cristianne Fridman                                                                        | Edgard Miranda                     |
| 2009        | Mutantes - Promessas de Amor      | Tiago Santiago                                                                            | Alexandre Avancini                 |
| 2009 – 2010 | Poder Paralelo                    | Lauro César Muniz e Dora Castellar;                                                       | Ignácio Coqueiro                   |
| 2009 – 2010 | Bela, a Feia                      | Gisele Joras, supervisionada por Luiz Carlos Maciel                                       | Edson Spinello                     |
| 2010 – 2011 | Ribeirão do Tempo                 | Marcílio Moraes                                                                           | Edgard Miranda                     |
| 2011 – 2012 | Rebelde                           | Margareth Boury e Renê Belmonte (Primeira Temporada) e Emílio Boechat (Segunda Temporada) | Ivan Zettel                        |
| 2011 – 2012 | Vidas em Jogo                     | Cristianne Fridman                                                                        | Alexandre Avancini                 |
| 2012        | Máscaras                          | Lauro César Muniz e Renato Modesto                                                        | Edgard Miranda                     |
| 2012 – 2013 | Balacobaco                        | Gisele Joras, supervisionada por Luiz Carlos Maciel                                       | Edson Spinello                     |
| 2013        | Dona Xepa                         | Gustavo Reiz                                                                              | Ivan Zettel                        |
| 2013 – 2014 | Pecado Mortal                     | Carlos Lombardi                                                                           | Alexandre Avancini                 |
| 2014 – 2015 | Vitória                           | Cristianne Fridman                                                                        | Edgard Miranda                     |
| 2015 – 2016 | Os Dez Mandamentos                | Vivian de Oliveira                                                                        | Alexandre Avancini                 |
| 2016 – 2017 | A Terra Prometida                 | Renato Modesto                                                                            | Alexandre Avancini                 |
| 2017        | O Rico e Lázaro                   | Paula Richard                                                                             | Edgard Miranda                     |
| 2017 – 2018 | Belaventura                       | Gustavo Reiz                                                                              | Ivan Zettel                        |
| 2017 – 2018 | Apocalipse                        | Vivian de Oliveira                                                                        | Edson Spinello                     |
| 2018 – 2019 | Jesus                             | Paula Richard                                                                             | Edgard Miranda                     |
| 2019        | Topíssima                         | Cristianne Fridman                                                                        | Rudi Lagemann                      |
| 2019        | Amor sem Igual                    | Cristianne Fridman                                                                        | Rudi Lagemann                      |
| 2021        | Gênesis                           | Camilo Pellegrini, Raphaela Castro e Stephanie Ribeiro                                    | Edgard Miranda                     |
| 2022        | Reis                              | Raphaela Castro, Cristiane Cardoso                                                        | Juan Pablo Pires, Leonardo Miranda |

### Séries
| Ano  | Série               | Autoria                          | Direção            |
| ---- | ------------------- | -------------------------------- | ------------------ |
| 2009 | A Lei e o Crime     | Marcílio Moraes                  | Alexandre Avancini |
| 2010 | A História de Ester | Vívian de Oliveira               | João Camargo       |
| 2011 | Sansão e Dalila     | Gustavo Reiz                     | João Camargo       |
| 2012 | Rei Davi            | Vivian de Oliveira               | Edson Spinello     |
| 2012 | Fora de Controle    | Marcílio Moraes                  | Daniel Rezende     |
| 2013 | José do Egito       | Vivian de Oliveira               | Alexandre Avancini |
| 2014 | Milagres de Jesus   | Renato Modesto                   | João Camargo       |
| 2014 | Plano Alto          | Marcílio Moraes                  | Ivan Zettel        |
| 2014 | Conselho Tutelar    | Carlos de Andrade & Marco Borges | Rudi Lagemann      |
| 2015 | Na Mira do Crime    | Tiago Santiago                   | Edson Spinello     |
| 2018 | Lia                 | Paula Richard                    | Juan Pablo Pires   |
| 2019 | Jezabel             | Cristianne Fridman               | Alexandre Avancini |

### Programas
| Ano           | Programa           |
| ------------- | ------------------ |
| 2010-2011     | Hoje em Dia RJ     |
| 2015-2016     | Xuxa Meneghel      |
| 2017-2020     | Dancing Brasil     |
| 2017-presente | Domingo de Prêmios |

### Jornalísticos
| Ano           | Jornal                 |
| ------------- | ---------------------- |
| 2016-presente | RJ no Ar               |
| 2016-presente | Balanço Geral RJ       |
| 2016-presente | Cidade Alerta RJ       |
| 2017-2023     | Balanço Geral RJ Manhã |
| 2017-2018     | RJ Record              |